# NGC 1476
NGC 1476 (również PGC 14001) – galaktyka spiralna (Sa), znajdująca się w gwiazdozbiorze Zegara. Odkrył ją John Herschel 14 grudnia 1835 roku.